# لی آر. اندرسون سنیور
لی روبین اندرسون سنیور (Lee Reuben Anderson Sr.) (متولد ۲۲ ژوئن ۱۹۳۹) یک تاجر و انسان‌دوست آمریکایی است. او مالک و رئیس گروه صنعتی ا API Group Inc. واقع در مینه‌سوتا، یک شرکت هلدینگ صاحب امتیاز چندین شرکت ساخت‌وساز و حفاظت در برابر آتش‌سوزی بود. از جمله کارهای خیریه‌ای که آندرسون به انجام آن‌ها علاقه‌مند است: سلامتی کودکان، تحصیلات عالی و رفاه کهنه سربازان ارتش آمریکا است.

## زندگی‌نامه
اندرسون، تک فرزند و متولد شهر مینیاپولیس در ایالت مینه‌سوتا است و در مدرسه خصوصی برک واقع در سنت پاول، درس خواند. اندرسون، در طول دوران زندگی‌اش، به‌عنوان فردی که خارج از منزل فعالیت می‌کرد، دوران طفولیت را بیشتر در منزل خانوادگی‌اش، واقع در منطقه دریاچه‌های Brainerd lakes در شمال شهرهای دوقلو (Twin Cities) گذراند. او به اصرار پدرش که یک پیمان‌کار موفق لوله‌کشی بود، در آکادمی نظامی ایالات متحده در وست پوینت (West Point) ثبت نام و فوتبال و بسکتبال بازی کرد. اندرسون پس از فارغ‌التحصیلی در سال ۱۹۶۱ با مدرک لیسانس مهندسی عمران، در ارتش ایالات متحده در پایگاه نیروی هوایی لوک در فونیکسِ آریزونا خدمت کرد. وی در آن پایگاه ناظر تهیه مواد و خدمات ساخت و ساز بود و به درجه لومری بریدمن/ستوان یکم ارتقا یافت.
آندرسون در سال ۱۹۶۴، به شهرهای دوقلو بازگشت و مدیریت گروه صنعتی اِی‌پی‌آی را بر عهده گرفت. او در سال ۱۹۲۶، یک شرکت پیمان‌کاری عایق‌کاری را به عنوان بخشی از شرکت لوله‌کشی پدرش تأسیس کرد. اندرسون بعداً یک شرکت آب‌پاش آتش‌نشانی صنعتی را در سال ۱۹۶۹ خرید، بعد از آن به تصاحب شرکت‌های دیگر ادامه داد، شرکت‌های که عمدتاً در زمینهٔ ساخت و ساز و حوزه اطفائیه حریق فعالیت می‌کردند. در سال ۱۹۹۷ که این شرکت‌ها به اندازه کافی رشد کردند، آندرسون همه آن‌ها را با هم ترکیب کرد و نام‌شان را به اسم گروه صنعتی اِی‌پی‌آی تغییر نام داد. در ۱ اکتبر ۲۰۱۹، اندرسون سهام گروه صنعتی اِی‌پی‌آی را به شرکتی با مالکیت محدود جِی۲ فروخت، این شرکت همکار شرکت اس‌پی‌اِی‌سی بود که توسط سر مارتین ای. فرانکلین تأسیس شده بود.

## خریدهای بانکی
اندرسون همچنین در اواخر دهه ۱۹۷۰، شروع به خریداری بانک‌های کوچک در مرکز و شمال مینه‌سوتا کرد. وی در سال ۱۹۹۷، همهٔ دارایی‌های بانکی خود را مبلغ موجود ۷۵ میلیون دلار به شرکت نوروِست Norwest Corporation فروخت. بعدها نوروست با ولز فارگو Wells Fargo، در سال ۱۹۹۸ ادغام شد، در همان معامله اولی که اندرسون انجام داد، ارزش سهامی که به‌دست‌آورد خیلی بالا رفت.

## بشر دوستی
اندرسون در سال‌های اخیر، بخشی قابل ملاحظه‌ای از دارایی‌اش را به خیریه‌های متعددی اختصاص داده بود. در سال ۲۰۰۵، او و همسرش، پنی، ۶۰ میلیون دلار به دانشگاه سنت توماس در سنت پاول کمک کردند – بزرگ‌ترین کمک مالی فردی که کالج مینه‌سوتا تا به حال دریافت کرده بود. در سال۲۰۱۱ اندرسون یک مجتمع ورزشی و تفریحی در فضای باز دانشگاه سنت توماس افتتاح نمود. در سال ۲۰۰۳، خانواده اندرسون‌ها، متعهد شدند که ۶ میلیون دلار برای ساختمان مجتمع راگبی اندرسون در وست پوینت، بپردازند؛ که این مبلغ در می ۲۰۰۷ برای همان منظور صرف شد. او و همسرش به دلیل حمایت‌های مالی مکرر دانشگاه وست پوینت، به عنوان بزرگ‌ترین اهداکنندگان در تاریخ آکادمی شناخته شدند. از سال ۲۰۰۲، خانواده اندرسون‌ها، ۶ میلیون دلار به بیمارستان کودکان بوستون جهت انجام تحقیقات بر روی نوع نادری از دیستروفی عضلانی که یک نوع میوپاتی کوچک هسته‌ای است، پرداخت کرده‌اند؛ این بیماری یکی از نوه‌های دوست داشتنی‌شان را مبتلا کرده بود.

## کهنه سربازان
در سال ۲۰۱۱، خانواده اندرسون‌ها برای احداث ساختمان جدید «خانه مدافعان» یا «Defenders Lodge»،‏ ۲٫۵ میلیون دلار را اهدا کردند، همچنین ۱۲میلیون و ۵۰۰ هزار دلار به ساخت یک هتل کمک کردند که امکانات لازم را برای جانبازانی جنگی فراهم می‌کرد که در جست‌جوی مداوا و مراقبت‌های پزشکی در بیمارستان اداره امور کهنه سربازان در پالو آلتو، کالیفرنیا بودند. همچنین متعهد شد که بودجه سه سال اول برنامهٔ معروفی به نام «استخدام قهرمانانمان» (Hiring Our Heroes) را که در سال ۲۰۱۱ توسط اتاق بازرگانی ایالات متحده و حمایت سازمان‌های خدماتی کهنه‌کار راه اندازی شد، تأمین کند. تا در سراسر کشور برای‌شان نمایشگاه‌های شغلی برپا شود. همچنین این برنامه خلاقانه (ابتکار) شرکت‌های را به رسمیت می‌شناسد که تلاش فوق‌العاده‌ای برای کمک به مجروحان جنگی و کهنه سربازان دارند تا بتوانند آن‌ها را مجدداً به کارهای غیر از کارهای نظامی وارد کنند.

## زندگی خصوصی
لی و پنی اندرسون که در سال ۱۹۶۵ ازدواج کردند تا آخر عمر در خانه‌های خود در مینه‌سوتا و ناپل، فلوریدا ماندند. آن‌ها دارای یک پسر، یک دختر و شش نوه شدند. اندرسون، یک شکارچی مشتاق، سرمایه‌گذار برنامه آموزشی محافظ زیستیِ باشگاه بون و کراکت در کوه‌های راکی مونتانا است. این خانواده همچنین حامی بنیاد امداد سنت دیوید است. این بنیاد یک گروه غیرانتفاعی کاتولیک مذهب است که محل استقرارش در تگزاس است که پس از جنگ‌های یوگسلاوی (۱۹۹۱–۱۹۹۵) کمک‌های انسان‌دوستانه در بوسنی و هرزگوین کرده‌است. بالاخره، این زوج بعد از آن‌که برای اولین در سال ۲۰۰۱، از کرواسی دیدن کردند، Relais & Chateaux Villa & Winery، ویلای کورتا کاتارینا و یک شراب‌سازی (Villa Korta Katarina & Winery) را در اوربیک Orebić، دهکده‌ای ساحلی در ساحل آدریاتیک ساخته و افتتاح کردند.

## عضویت و جوایز
اندرسون به‌عنوان مدیر و امانت‌دار شرکت‌ها، سازمان‌ها، گروه‌های فضای باز و مؤسسات دانشگاهی متعددی از جمله مدرسه بروک، دانشگاه سنت توماس و بنیاد کودکان و آموزش ناپل فعالیت می‌کند. او مدیر اتاق بازرگانی ایالات متحده در واشینگتن دی‌سی، شرکت پخت پان اوگلد، عضو سازمان اجرایی مینه‌سوتا، سازمان مدیران ارشد اجرایی و سازمان روسای جمهور جهانی است. جوایز اخیر او عبارت از:
- دریافت مدال خدمات برجسته لندن در سال ۲۰۱۸، برای آسایش نیروهای نظامی آمریکا[۱۴]
- عضو انجمن آمریکاییان ممتاز هوراسیو الجر در سال 2014[۱۵]
- دریافت جایزه خدمات برجسته از انجمن افسران نظامی آمریکا در سال 2014[۱۶]
- دریافت جایزه شهروند ممتاز آیزنهاور، در سال 2013[۱۷]
- دریافت جایزه فارغ‌التحصیل برجسته، وست پوینت، در سال 2013[۱۸]
- دریافت جایزه یک عمر دستاورد موفقیت کارآفرینی جوئل لابوویتز، در سال 2013[۱۹]
- دریافت جایزه اهداکننده سال، انجمن ملی مدیران ورزشی، در سال 2011[۲۰]
- دریافت جایزه سنت الیزابت آن ستون، انجمن ملی آموزشی کاتولیک، در سال 2010[۲۱]
- دریافت جایزه نیکوکار برجسته مینه‌سوتا، متخصصان جمع‌آوری کمک‌های مالی آمریکا، در سال ۲۰۱۰
- دریافت جایزه کارآفرین سال ارنست و یانگ در املاک، مهمان نوازی و ساخت و ساز، در سال 2009[۲۲]
- عضو تالار مشاهیر کسب و کار مینه‌سوتا، در سال ۲۰۰۸
- دریافت دکترای افتخاری حقوق، دانشگاه سنت توماس، در سال ۲۰۰۵
- دریافت جایزه جان اف کید برای ارتقاء کارآفرینی، مرکز کارآفرینی جان ام. موریسون، دانشگاه سنت توماس، در سال ۲۰۰۲
- دریافت جایزه دستاوردهای حرفه‌ای هارتز، کالج تجارت و صنعت مورهد دانشگاه ایالتی مینه‌سوتا، در سال ۲۰۰۲

## روبین اندرسون
روبین اندرسون، پدر لی اندرسون، در سال ۱۹۵۱ پیمان‌کار لوله‌کشیِ پروژه نوسازی کاخ سفید بود. همان‌طور که دیوید مک کالو مورخ اشاره کرد، رئیس‌جمهور هری اس. ترومن شعری که توسط اندرسون بزرگ بر روی دیوار محوطه جنوبی ساختمان موقت دفتر مرکزی سر مهندس نصب شده بود، را تحسین می‌کرد.